# Втора френска военна мисия в Япония
Втората френска военна мисия в Япония от 1872 г. – 1880 г. е френска военна мисия в Япония, която е организирана скоро след Първата френска военна мисия (1867 - 1968 г.), която приключва след края на войната Бошин и реставрацията Мейджи.

## Организиране
Организирането на втората военна мисия е по-скоро изненада, след като първата мисия подкрепя шогуна Токугава Йошинобу срещу силите на император Мейджи във войната Бошин. Още повече, че Франция губи своя военен престиж след Френско-пруската война. Все пак, Франция представлява интерес за Япония, което е изразено в думите на японския външен министър Ивакура Томоми при посещението му във Франция през 1873 г.
Министърът на външните работи на Микадо (японският император) каза следното сред нашата фатална битка срещу Германия: „Знаем за трудностите, които Франция трябваше да понесе през тази война, но това не промени нашето мнение за достойнствата на френската армия, която показа голяма смелост, изправена пред по-многобройните сили на врага.“
Revue des Deux Mondes (март – април 1873 г.) „Япония преди премахването на шогуната“

## Мисията
Мисията пристига в Япония през май 1872 г., оглавявана от подполковник Шарл Антоан Маркери (1824 г. – 1894 г.). По-късно той бива сменен с полковник Шарл Цлод Муние. Тя е съставена от 9 офицери, 14 подофицери, ръководител на оркестър (Густав Дезире Драгон), ветеринар и двама занаятчии. Техните заплати са между 150 и 400 йени (за сравнение, заплатата на министър-председателя по това време е 500 йени, а новопостъпил учител получава 5 йени на месец.).

## Дейност
Задачата на мисията е да помогне с реорганизацията на японската имперска армия и да разработи първия закон за наборна служба, обнародван през януари 1873 г. Той предвижда военна служба за всички мъже за период от три години и още четири години в резерва. Французите също са много активни и във военното училище за подофицери в Уено. Между 1872 г. и 1880 г. се създават редица военни училища под ръководството на мисията. Някои от тях включват военната академия в Ичигая, военното училище в Тояма (първото училище за подготовка на офицери и подофицери), училище по стрелба, арсенал за производство за муниции и оръжия, оборудвано с френски машини, където работят 2500 души. Също така артилерийски батареи в околностите на Токио, завод за барут и др.
По това време обстановката в Японя и е нажежена заради бунта на Сацума и Сайго Такамори и военната мисия подпомага модернизацията на японската армия. В края на престоя си през 1874 г., мисията ръководи строежа на брегови укрепления.